# HD 219134 b
HD 219134 b ist ein Exoplanet, der den rund 21 Lichtjahre von der Sonne entfernten Hauptreihenstern HR 8832 (auch HD 219134) im Sternbild Kassiopeia umkreist. Er ist der innerste von bis zu sechs  – bekannten Planeten im Planetensystem des Sterns.

## Entdeckung
Der Planet wurde zusammen mit drei weiteren zunächst im Rahmen des Rocky Planet Search program mit dem Spektrographen HARPS-N am Telescopio Nazionale Galileo auf La Palma durch präzise Messungen der Radialgeschwindigkeit des Sterns über drei Jahre hinweg nachgewiesen. Aufgrund der sternnahen Bahn des Planeten bestand eine gewisse Wahrscheinlichkeit für einen Durchgang von HD 219134 b vor seinem Zentralstern.
Mit dem Spitzer-Weltraumteleskop der NASA gelang dann durch Messungen im April 2015 tatsächlich der zusätzliche Nachweis des Planeten mittels der Transitmethode. Das Astronomenteam um Fatemeh Motalebi vom Observatorium Genf gab am 30. Juli 2015 die Entdeckung von HD 219134 b und der drei weiteren Planeten von HR 8832 bekannt. HD 219134 b ist der bisher sonnennächste Exoplanet, der mittels der Transitmethode nachgewiesen werden konnte.
Ein zweites Astronomenteam um Steven S. Vogt konnte unabhängig davon den Planeten ebenfalls durch die Radialgeschwindigkeitsmethode nachweisen, basierend auf Beobachtungen mit dem Spektrographen HIRES am Keck-Observatorium auf Hawaii und dem Automated Planet Finder am Lick-Observatorium.

## Eigenschaften
HD 219134 b umkreist seinen Zentralstern in sehr geringem Abstand und benötigt nur etwa drei Tage für einen Umlauf. Seine Mindestmasse beträgt nach auf den Radialgeschwindigkeitsmessungen basierenden Modellrechnungen rund 4,74 Erdmassen. Der Radius des Planeten konnte durch die Transitbeobachtungen zu annähernd 1,6 Erdradien bestimmt werden. Aus den Werten für Masse und Radius ergab sich zunächst eine Abschätzung der Dichte von etwa 5,89 g/cm3, womit HD 219134 b ein Gesteinsplanet sein muss. Forschungen eines Astronomenteams um Michael Gillon legen eine 1,15-fache Dichte der Erde nahe. Die Modellrechnung des zweiten Entdeckerteams um Vogt kam zu einem annähernd gleichen Wert bei der Umlaufzeit, aber zu einer geringeren Mindestmasse von etwa 3,8 Erdmassen.
Der Planet gehört zur Klasse der Supererden und befindet sich viel zu nah an seinem Stern, als dass dort noch lebensfreundliche Bedingungen herrschen könnten. Auf seiner Oberfläche herrschen wahrscheinlich Temperaturen ähnlich denen auf der Venus im Sonnensystem. Aufgrund der hohen Temperaturen und der Gravitationseinwirkungen durch den nahen Stern ist die Oberfläche von HD 219134 b möglicherweise durch Vulkane und Lava geprägt.
Weil HD 219134 b von der Erde aus gesehen vor HR 8832 vorbeizieht (was die Möglichkeit zum Nachweis und zur Erforschung einer Atmosphäre bietet) und seiner relativen Erdnähe ist der Planet ein interessantes Forschungsobjekt. In der Pressemeldung des Jet Propulsion Laboratory der NASA anlässlich seiner Entdeckung wurde HD 219134 b sogar als „eine Art Rosettastein für die Erforschung von Supererden“ bezeichnet (a kind of Rosetta Stone for the study of super-Earths).
2017 konnte nachgewiesen werden, dass auch der nächstäußere Planet HD 219134 c von der Erde aus vor seinem Zentralstern vorbeizieht.